# 에잇턴
에잇턴(8TURN)은 MNH 엔터테인먼트가 결성한 대한민국의 보이 그룹이다. 이 그룹은 현재 8명의 멤버로 구성되어 있다: 명호, 재윤, 민호, 윤성, 해민, 경민, 윤규, 승호. 이 그룹은 2023년 1월 30일 첫 EP 앨범 《8TURNRISE》와 함께 공식 데뷔했다.

## 구성원
- 명호
- 재윤 - 리더[1]
- 민호
- 윤성
- 해민
- 경민
- 윤규
- 승헌

## 음반

### EP
- 2023년 1월 30일 《8TURNRISE》
- 2023년 6월 26일 《UNCHARTED DRIFT》
- 2024년 1월 9일 《STUNNING》

### 싱글
- 2025년 3월 4일 《LEGGO》
- 2025년 8월 21일 《Electric Heart》

### 디지털 싱글
- 2024년 11월 11일 《You Are My Reason》
- 2024년 12월 8일 《이럴거면 다음생에》

## 수상 목록

### 시상식
- 2025년 32주년 한터뮤직어워즈 한터초이스 K-POP 아티스트 남자 그룹상